# ناحیه للاند، میشیگان
ناحیه للاند (به انگلیسی: Leland Township) یک منطقهٔ مسکونی در ایالات متحده آمریکا است که در Leelanau County واقع شده‌است.
 ناحیه للاند ۳۷۹٫۴ کیلومتر مربع مساحت و ۲٬۰۳۳ نفر جمعیت دارد و ۱۷۷ متر بالاتر از سطح دریا واقع شده‌است.